# Delaunay (månkrater)
Delaunay är en nedslagskrater på månen. Delaunay har fått sitt namn efter den franske astronomen och matematikern Charles-Eugène Delaunay.
Kratern har en diameter på ungefär 44 km.

## Satellitkratrar
| Delaunay | Latitud | Longitud | Diameter |
| -------- | ------- | -------- | -------- |
| A        | 21.9° S | 2.0° Ö   | 6 km     |